# (1164) Kobolda
(1164) Kobolda ist ein Asteroid des Hauptgürtels, der am 19. März 1930 vom deutschen Astronomen Karl Wilhelm Reinmuth, tätig am Observatorium auf dem Königstuhl bei Heidelberg, entdeckt wurde.
Der Asteroid wurde nach dem deutschen Astronomen Hermann Kobold benannt, einem langjährigen Herausgeber der Astronomischen Nachrichten.